# Dilophodes sinica
Dilophodes sinica là một loài bướm đêm trong họ Geometridae.